# Secret Valley
Secret Valley is een Australische avonturenserie voor kinderen. De producer was de Grundy Organisation en de serie werd voor het eerst uitgezonden in 1980 door de Australian Broadcasting Corporation. Het idee voor de serie was afgeleid van een reeds bestaande televisiefilm met dezelfde naam. De KRO zond de serie uit in Nederland in 1982 en 1983. Deze werd afwisselend in de programmering vermeld als "De geheime vallei" en "De verborgen vallei". Tussen 1988 en 1990 zond Kindernet de serie uit.

## Verhaal
Secret Valley ging over een verzonnen vakantiekamp voor kinderen. De kinderen die het kamp bezochten of die er vakantiewerk gingen doen, werden ter plekke geconfronteerd met een bende nare kinderen onder leiding van Spider McGlurk. Van tijd tot tijd ontstonden er kleine gevechten met deze bende, waarbij meelbommen, spaghettibommen en andere viezigheid werden gebruikt als strijdmiddel. Het eindresultaat was altijd een enorme troep.
Spider McGlurk en zijn bende waren niet de grootste bedreiging voor de vrede in Secret Valley. Secret Valley werd doorlopend met sluiting bedreigd door de lokale projectontwikkelaar (tevens gemeenteraadslid) William Whopper (ook bekend als WW). De zwager van WW, Claude Cribbins gaf Spider McGlurk en zijn bende de opdracht om de kinderen van de Vallei weg te pesten en betaalde de Spider bende met snoep en voedsel.

## Productie
- De televisieserie was een coproductie van Australië, Spanje en Frankrijk (Grundy, TVE en Telecip), maar er werd ook bijgedragen door Engeland, Nederland en Duitsland.
- De serie werd opgenomen bij de Smokey Dawsons ranch in Terry Hills, New South Wales en ook bij El Caballo Blanco.

## Afleveringen
De afleveringen zijn in Nederland en Vlaanderen uitgezonden in deze volgorde (soms gebruikte de programmering twee verschillende titels):
1. Grote plannen Secret Valley is een landgoed dat al generaties lang in het bezit is van de Mc Cormack-familie. De huidige eigenaar is de oude Dan Mc Cormack, op wie praktisch alle kinderen in de buurt dol zijn. Ze mogen op het landgoed spelen zo vaak ze willen.
2. Het geheime wapen De Geheime Vallei is nu officieel open. De eerste groep stadskinderen arriveert voor het weekend.
3. Het bombardement
4. Het paard dat kon dansen
5. De voddeman De kinderen van Secret Valley doen regelmatig een beroep op meneer Van Gelder, een voddeman, als er iets gerepareerd moet worden. Maar meneer Van Gelder houdt niet erg van kinderen.
6. De geest van Secret Valley / Het spook
7. Red de bunyip
8. Het monster De Secret Valley-kinderen hebben iets heel bijzonders bedacht voor de kinderen uit de stad: een nachtje kamperen op het strand.
9. De magnetiserende machine / De magnetische machine
10. Het geheim van Jeff Als er weer een groepje stadskinderen voor het weekend in Secret Valley is geweest, ontdekt Samantha, dat een van hen, de stille teruggetrokken Jeff, stiekem is achtergebleven.
11. Moeilijkheden De Secret Valley-kinderen doen enthousiast mee aan een wedstrijd, waarvoor een voertuig ontworpen moet worden, dat niet op benzine loopt.
12. De grote mini-motorrace Voor de zoveelste maal weet Spider McGlurk razendsnel te ontsnappen op zijn snelle mini-motor.
13. Het Spaanse goud Als de kinderen van Secret Valley aan het strand zijn, vinden ze toevalligerwijs een koperen naamplaat, waarop "Santa 
Teresa" te lezen staat. Hun nieuwsgierigheid is meteen gewekt.
14. Spioneren / Spionage De Spin kan best een goede spion gebruiken en probeert Bever daarvoor te strikken.
15. Brand Mensen uit de stad veroorzaken een complete bosbrand. De oude vlieger Jan van Gelder en zijn gehavende vliegtuigje bewijzen nog goede diensten bij deze ramp.
16. De vogelsmokkelaars De kinderen van Secret Valley gaan een eigen krant maken.
17. Concurrentie voor McGlurk De neef van Spider McGlurk, de aartsvijand van Secret Valley komt voor onbepaalde tijd naar Bildara.
18. Het stierengevecht De moeder van Rosa Ortega heeft heimwee naar Spanje. Om haar wat op te vrolijken organiseren de kinderen een fiesta.
19. Een kleverige situatie Op het landgoed van Old Dan Mc Cormack wordt een papier gevonden waarop staat hoe je toffee's kunt maken. Voor de kinderen een prachtige gelegenheid om hun kookkunsten te demonstreren.
20. De bekering van McGlurk De kinderen zijn in spanning, of de Spin inderdaad zijn leven gebeterd heeft. De kinderen van Secret Valley blijven hem in ieder geval mat argwaan volgen.
21. Verdwaald De hele Secret Valley is in rep en roer, want Lofty, de jongste van de groep kinderen, is weggelopen. Iedereen gaat aan het zoeken. Zelfs de Spin en zijn bende, alsook W.W. zoeken mee. Er gaat een nacht voorbij, waarin een angstige Lofty alleen in het bos verblijft, voordat hij als bij toeval gevonden wordt. Maar dan is hij nog niet gered.
22. Express-bestelling
23. De bankoverval In Bildara wordt een veemarkt gehouden en dat is een aanleiding tot allerlei festiviteiten. De bankrover Philip Godfrey is niet van plan stil te blijven zitten tijdens dat feest, de snoodaard. Simone komt door hem aardig in de problemen.
24. Olie
25. De grote stad Een reiziger, Sam genaamd, strandt met pech in de Verborgen Vallei. Bij zijn bagage hoort een groot kanon. Sam heeft zich namelijk een carrière opgebouwd als menselijke kanonskogel op kermissen, maar zijn geest is er niet meer in. Hij durft niet meer, maar de kinderen denken daar anders over. Sam moet vliegen, of hij wil of niet.
26. Het einde van de regenboog Terwijl de kinderen naar de spannende verhalen van de oude Dan zitten te luisteren, komen de bendeleden van de Spin nogmaals in actie tegen het Secret Valley-Comité. De kinderen ontdekken dat hun waterbron drooggevallen is en dat ook de tanks leeg zijn. Cribbins probeert daarop het kamp te sluiten, maar de kinderen nemen daar geen genoegen mee.